# Hokkaidó Sinkanszen
A Hokkaidó Sinkanszen (北海道新幹線; Hepburn: Hokkaidō Shinkansen) részben építés alatt álló, kétvágányú, 1435 mm-es normál nyomtávolságú, 25 kV 50 Hz-cel villamosított nagysebességű vasútvonal Japánban, Aomori és Szapporo között.
Amikor 2030-ra teljes hosszában elkészül Szapporóig, akkor 360,2 km hosszú lesz. Az építkezés 2005 májusában kezdődött, az első szakasz átadásának ideje 2016. március 26. volt. A vasútvonalat a Hokkaido Railway Company (JR Hokkaido) üzemelteti. A vonal áthalad a már elkészült Szeikan-alagúton is a Cugaru-csatorna alatt. Itt fonódott vágány épült, kiegészítve a korábbi 1067 mm-es nyomtávolságot a szélesebb 1435 mm-es nyomtávolsággal. Az engedélyezett sebesség 260 km/h, kivéve az alagútban, ahol csak 140 km/h.

## Története

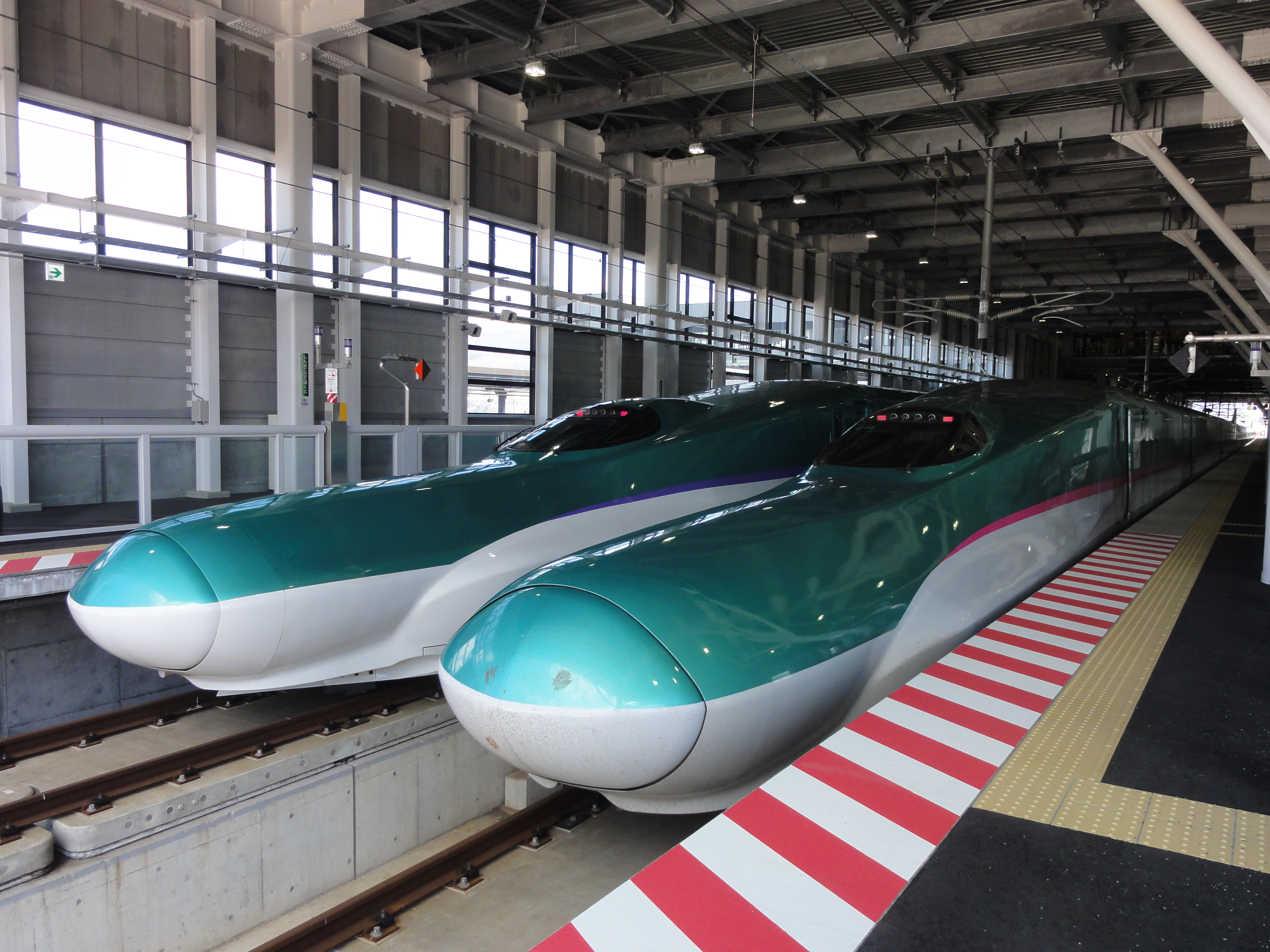
H5-ös és E5-ös Sinkanszen motorvonatok a hokkaidói Hokuto vasútállomásán

A Hokkaidó Sinkanszen története az 1960-as évekre nyúlik vissza. 1967 márciusában Szató Eiszaku kormánya jóváhagyott egy gazdasági és szociális fejlesztési programot, ennek volt része Sinkanszen gyorsvasútvonalak építése országszerte az 1964-ben megnyitott Tókaidó Sinkanszen sikerén felbuzdulva. A Szató-kormány tervét 1970 májusában az országgyűlés is elfogadta a Sinkanszen vasútvonal fejlesztési törvény megszavazásával. A fejlesztési program és törvény értelmében 1971 januárjában először a Tóhoku, Dzsóecu és Narita Sinkanszen vonalak terveit véglegesítették. A terveket még ugyanabban az évben módosították, hogy a Honsú északi részét és Hokkaidó déli részét összekötő Cugaru–Kaikjó-vasútvonalat is magába foglalja úgy, hogy az később Sinkanszen vonallá lehessen bővíthető. Ennek értelmében az ekkor építés alatt álló Szeikan-alagút is úgy lett építve, hogy a jövőben Sinkanszenek is használhassák. A Szeikan-alagúton át vezető Cugaru-Kaikjó vasútvonal építésének jóváhagyása 1971 szeptemberében a Hokkaidó Sinkanszen építése kezdetének tekinthető.
A Hokkaidó Sinkanszent 1972 júniusában adták hozzá az országos Sinkanszen tervekhez a Hokuriku és Kjúsú Sinkanszenekkel egyetemben, a Tóhoku Sinkanszen végállomását pedig Moriokából Aomoriba helyezték át, így biztosítva közvetlen összeköttetést az Aomoritól Szapporóig tervezett Hokkaidó vonallal. A Hokkaidó vonal részletes fejlesztési tervét 1973 novemberében hagyták jóva és a közlekedési minisztérium még ugyanabban a hónapban kiadta az építési utasítást az állami vasútépítési vállalatnak. Ebben a fejlesztési tervben szerepelt a vonal meghosszabbítása Szapporótól Aszahikaváig és egy második, a fővonaltól délre fekvő, Osamambét Muroranon át Szapporóval összekötő vonal is.
Bár a vasútvonal tervét 1973-ban jóváhagyták és a jövőbeni Hokkaidó Sinkanszen nyomvonalát követő Cugaru–Kaikjó hagyományos vasútvonalat még korábban, 1971-ben elkezdték építeni, a szakasz gyorsvasúttá alakítása évtizedekig váratott magára. Az 1970-es években a japán jen árfolyama és az 1973-as és 1979-es olajválságok rontottak a japán gazdaság és államháztartás helyzetén. Az 1980-as években adminisztratív reformok és a japán vasúttársaság privatizációja miatt halasztották el az építkezést. 1982-ben a kormány a gazdasági és adminisztrációs helyzetre hivatkozva hivatalosan is felfüggesztette a Hokkaidó Sinkanszen fejlesztését, ezt a döntést csak 1988 augusztusában vonták vissza. Az 1988-as döntés értelmében újraindult az új Sinkanszen vonalak építése, ám prioritást az 1998-as téli olimpiának otthont adó Nagano és Tokió közötti Hokuriku Sinkanszen élvezett.

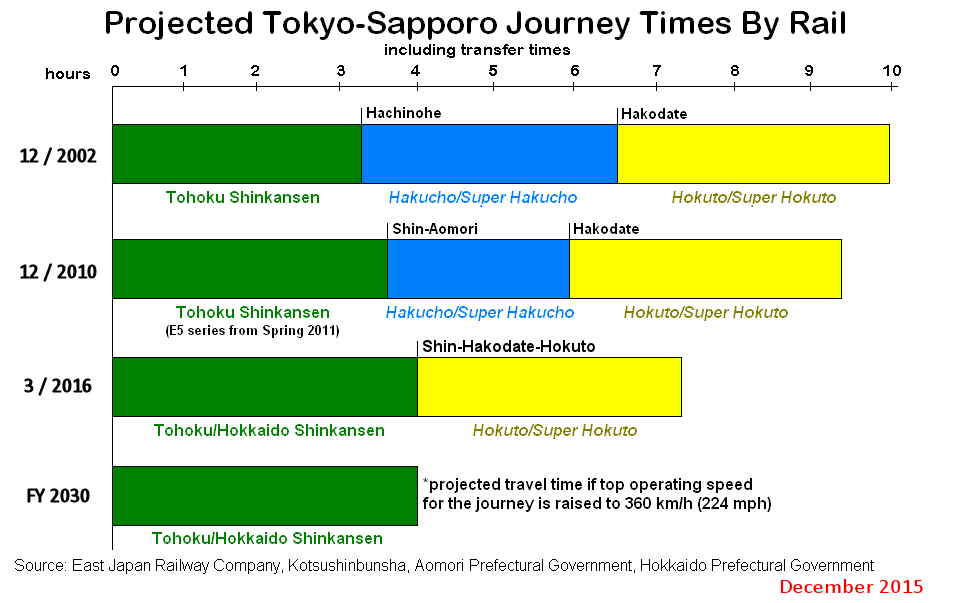
A menetidő tervezett rövidülése 2020-ig

1994-ben végül végül megkezdték a Hokkaidó Sinkanszen útvonalának felmérését, a végleges útvonal és állomások kijelölése után 1998 januárjában pedig a környezeti hatástanulmányt is. 2000 decemberében a kormány jóvahagyta az építkezés megkezdését a környezeti hatástanulmány befejezését követően. A hatástanulmány 2002 januárjában készült el, az Aomori és Hakodate közötti csaknem 150 km-es első szakasz építése pedig 2005 áprilisában kezdődött el. Ezen a kezdeti szakaszon az első menetrend szerinti járatot 2016. március 26-án indították, a Hakodate és Szapporo közötti szakaszon pedig várhatóan 2030-ban indul el a forgalom. A 2030-as forgalomba állítást egy a hatalmon lévő Liberális Demokrata Párt és az építők közötti 2015. januári megállapodás értelmében 2035-ről hozták előre.